# Cristina Iovu
Cristina Iovu (* 8. November 1992 in Chișinău, Republik Moldau) ist eine moldauische bzw. aserbaidschanische Gewichtheberin.

## Werdegang
Iovu wurde im Alter von 13 Jahren von ihrem späteren Trainer Sergiu Cretu bei einer Talentsuche-Veranstaltung an ihrer Schule in Cisnau entdeckt. Seit dieser Zeit trainiert sie intensiv Gewichtheben, wobei sie an einem Tag oft mehrere mehrstündige Trainingseinheiten absolvierte. Der Erfolg stellte sich rasch ein, denn bereits nach drei Jahren Vorbereitungszeit startete sie im April 2008 als Sechzehnjährige bei der Europameisterschaft der Frauen in Lignano in der Gewichtsklasse bis 48 kg. Sie erzielte dabei im Zweikampf 166 kg (70–96) und belegte mit dieser Leistung gleich einen hervorragenden 5. Platz. Im September 2008 gewann sie bei der Junioren-Europameisterschaft (U 20) in Durres/Albanien in der gleichen Gewichtsklasse mit einer Zweikampfleistung von 159 kg (70–89) hinter Marzena Karpińska, Polen, 177 kg (82–95) und Genny Pagliaro, Italien, 165 kg (76–89) den 3. Platz und gewann damit ihre erste Medaille bei einer internationalen Meisterschaft.
Im April 2009 Cristian Iovu bei der Europameisterschaft der Frauen in Bukarest in der Gewichtsklasse bis 48 kg Vize-Europameisterin hinter der überlegenen Siegerin Nurcan Taylan, Türkei, die 196 kg (88–108) erzielte. Sie selbst steigerte sich im Zweikampf auf 171 kg (75–96) und gewann auch mit ihren Leistungen im Reißen und Stoßen Einzelmedaillen.
Nach dieser Meisterschaft war sie längere Zeit verletzt und konnte erst im April 2011 wieder bei einer internationalen Meisterschaft an den Start gehen. Sie kam dabei bei der Europameisterschaft der Frauen in Kasan in der Gewichtsklasse bis 48 kg auf 161 kg (71–90) und landete damit auf dem 7. Platz. Im September 2011 wurde Cristina Iovu in Bukarest Junioren-Europameisterin (U 20) in der Gewichtsklasse bis 53 kg. Sie erzielte dabei im Zweikampf 195 kg (90–105). Das war der erste Meistertitel, den sie bei einer internationalen Meisterschaft gewann. Im November 2011 startete sie bei der Weltmeisterschaft der Frauen in Paris wieder in der Gewichtsklasse bis 48 kg. Sie hatte dort aber großes Pech, denn sie verletzte sich gleich bei ihrem ersten Versuch im Reißen, musste aufgeben und blieb somit ohne Zweikampfleistung unplatziert.
Das Jahr 2012 wurde dann zum erfolgreichsten Jahr in der Laufbahn von Cristina Iovu. Im April dieses Jahres wurde sie in Antalya Europameisterin in der Gewichtsklasse bis 53 kg mit einer Zweikampfleistung von 207 kg (91–116). Auch im Reißen und Stoßen gewann sie mit ihren Leistungen jeweils die EM-Goldmedaille. Im Juli 2012 gewann sie dann bei den Olympischen Spielen in London in der Gewichtsklasse bis 53 kg mit einer Zweikampfleistung von 219 kg (99–120) hinter Sülfija Tschinschanlo, Kasachstan, 226 kg (95–131) und der leistungsgleichen aber etwas leichteren Taiwanerin Hsu Shu-chin, 219 kg (96–123) die Bronzemedaille, diese wurde ihr aber am 21. November 2016 vom IOC aberkannt. Im Dezember 2012 wurde sie in Eilat Junioren-Weltmeisterin (U 20) in der Gewichtsklasse bis 53 kg mit einer Zweikampfleistung von 207 kg (92–115). Dies war Iovus letzter Start für ihr Heimatland Moldau, denn ab 1. Januar 2013 wechselte sie die Staatsbürgerschaft und geht seither für Aserbaidschan an den Start. Der Grund dürfte die wesentlich bessere finanzielle Unterstützung durch den aserbaidschanischen Gewichtheberverband sein, als der moldauische dazu in der Lage ist.
Sportlich gesehen brachte ihr dieser Wechsel aber kein Glück. Nach ihrem ersten Start für Aserbaidschan im Juli 2013 bei der Universiade in Kasan, bei dem sie in der Gewichtsklasse bis 58 kg mit 226 kg (100–126) den 2. Platz belegt hatte, wurde sie des Dopings mit Oxandrolon überführt. Unerklärlicherweise war sie im Oktober 2013 auch noch bei der Weltmeisterschaft in Wrocław am Start, wo sie in der Gewichtsklasse bis 53 kg im Zweikampf 221 kg (100–121) den zweiten Platz belegte. Aufgrund des Ergebnisses der Dopingprobe vom Juli 2013 wurde sie vom Internationalen Gewichtheber-Verband IWF vom 19. Juni 2013 bis 19. Juni 2015 gesperrt. Ihre Ergebnisse von der Universiade in Kasan und der Weltmeisterschaft in Wrocław wurden gestrichen. Eine Überprüfung der Dopingprobe Iovus von den Olympischen Spielen 2012 war außerdem positiv auf Turinabol. Sie wurde deswegen 2016 nachträglich disqualifiziert.

## Internationale Erfolge
| Jahr | Platz | Wettbewerb                            | Gewichtsklasse | Ergebnisse |
| 2008 | 5.    | EM in Lignano                         | bis 48 kg      | mit 166 kg (70–96); Siegerin: Nurcan Taylan, Türkei, 196 kg (87–109) |
| 2008 | 3.    | Junioren-EM (U 20) in Durres/Albanien | bis 48 kg      | mit 159 kg (79–89), hinter Marzena Karpinska, Polen, 177 kg (82–95) und Genny Pagliaro, Italien, 165 kg (76–89)                                                                |
| 2009 | 2.    | EM in Bukarest                        | bis 48 kg      | mit 171 kg (75–96), hinter Nurcan Taylan, 196 kg (88–108) |
| 2011 | 7.    | EM in Kasan                           | bis 48 kg      | mit 161 kg (71–90); Siegerin: Nurcan Taylan, 195 kg (90–105) |
| 2011 | 4.    | Junioren-WM (U 20) in Penang          | bis 48 kg      | mit 175 kg (80–95); Siegerin: Huang Yuezhen, China, 196 kg (85–110) |
| 2011 | 4.    | Universiade in Shenzhen               | bis 53 kg      | mit 194 kg (89–105); Siegerin: Ji Jing, China, 222 kg (100–122) |
| 2011 | 1.    | Junioren-EM (U 20) in Bukarest        | bis 53 kg      | mit 195 (90–105), vor Maria Lubina, Russland, 181 kg (80–101) und Ksenia Maximowa, Russland, 181 kg (83–98)                                                                    |
| 2011 | unpl. | WM in Paris                           | bis 48 kg      | Aufgabe wegen Verletzung; Siegerin: Tian Yuan, China, 207 kg (90–117) |
| 2012 | 1.    | EM in Antalya                         | bis 53 kg      | mit 207 kg (91–116), vor Aylin Daşdelen, Türkei, 201 kg (88–113) und Swetlana Tscheremtschanowa, Russland, 201 kg (88–113)                                                     |
| 2012 | disq. | OS in London                          | bis 53 kg      | mit 219 kg (99–120) 2. Platz, hinter Sülfija Tschinschanlo, Kasachstan, 226 kg (95–131) und Hsu Shu-ching, Taiwan, 219 kg (96–123), nachträglich wegen Dopings disqualifiziert |
| 2012 | 1.    | Junioren-EM (U 20) in Eilat           | bis 53 kg      | mit 207 kg (92–115), vor Alena Tschichkan, Weißrussland, 195 kg (90–105) und Aysegul Coban, Türkei, 178 kg (75–103)                                                            |
| 2013 | disq. | Universiade in Kasan                  | bis 58 kg      | mit 226 kg (100–126) 2. Platz hinter Kuo Hsing-chun, 238 kg (104–134), nachträglich wegen Dopings disqualifiziert                                                              |
| 2013 | disq. | WM in Wrocław                         | bis 53 kg      | mit 221 kg (100–121) 2. Platz hinter Li Yajun, China, 221 kg (100–121), nachträglich wegen Dopings disqualifiziert                                                             |

## WM + EM-Einzelmedaillen
- EM-Goldmedaillen: 2012/Reißen - 2012/Stoßen
- EM-Silbermedaillen: 2009/Stoßen
- EM-Bronzemedaillen: 2009/Reißen

Erläuterung
- alle Wettkämpfe im Zweikampf, bestehend aus Reißen und Stoßen
- Einzelmedaillen werden nur bei Welt- und Kontinentalmeisterschaften, nicht aber bei Olympischen Spielen vergeben
- OS = Olympische Spiele, WM = Weltmeisterschaft, EM = Europameisterschaft